# Aristillus (månekrater)
Aristillus er et fremtrædende nedslagskrater på Månen. Det befinder sig i den sydøstlige del af Mare Imbrium på Månens forside, og det er opkaldt efter den græske astronom Aristillus.
Navnet blev officielt tildelt af den Internationale Astronomiske Union (IAU) i 1935.
Krateret observeredes første gang i 1645 af Johannes Hevelius.

## Omgivelser
Direkte mod syd fra Aristillus ligger det mindre Autolycuskrater, mens det store Archimedeskrater ligger mod sydvest, hvor dette område af maret hedder Sinus Lunicus. Mod nordvest findes Theaetetus- og Cassini-kraterne.

## Karakteristika
Randen af Aristilluskrateret har en bred og irregulær ydre vold af udkastet materiale, som er ret let at skelne imod det omgivende mares jævne overflade. Nedslaget dannede et strålesystem. som strækker sig mere end 600 km. Randen er generelt cirkulær, men med en let hexagonal form. Randens indre vægge falder i terrasser ned mod et forholdsvis ujævnt indre, som ikke er blevet dækket af lava. I kratermidten findes tre toppe, som rejser sig til en højde af ca. 0,9 km.
I den nordlige ydre vold findes resterne af et spøgelseskrater. Det er den fremstikkende rand af et gammelt krater, som næsten helt er druknet i lavastrømmene fra det omgivende Mare Imbrium. Den sydlige del af kanten er blevet dækket af udkastninger fra Aristillus. Langs den østlige indre væg findes et snævert og usædvanligt bånd af mørkt materiale.

## Satellitkratere
De kratere, som kaldes satellitter, er små kratere beliggende i eller nær hovedkrateret. Deres dannelse er sædvanligvis sket uafhængigt af dette, men de får samme navn som hovedkrateret med tilføjelse af et stort bogstav. På kort over Månen er det en konvention at identificere dem ved at placere dette bogstav på den side af satellitkraterets midte, som ligger nærmest hovedkrateret. Aristilluskrateret har følgende satellitkratere:
| Aristillus | Længde  | Bredde | Diameter |
| ---------- | ------- | ------ | -------- |
| A          | 33,6° N | 4,5° Ø | 5 km     |
| B          | 34,8° N | 1,9° Ø | 8 km     |

## Måneatlas
- Billeder af Aristilluskrateret i LPI-måneatlasset